# Ernesto Laclau
Ernesto Laclau (ur. 6 października 1935 w Buenos Aires, zm. 13 kwietnia 2014 w Sewilli) – argentyński filozof, przedstawiciel postmarksizmu. Przez większość życia związany z brytyjskim Uniwersytetem Essex.

## Wykształcenie
W 1965 roku ukończył historię na Uniwersytecie w Buenos Aires. Podczas studiów zaangażował się w pracę w Partido Socialista de la Revolución Nacional (pol. socjalistycznej partii rewolucji narodowej) Abelardo Ramos’a. Za sprawą historyka profesora Eryka Hobsbawma uzyskał stypendium na badania doktoranckie na Uniwersytecie Oksfordzkim. W 1977 roku obronił doktorat na Uniwersytecie Essex.

## Spuścizna

### Red Essex
Zamach stanu w Argentynie i przejęcie władzy przez Peróna uniemożliwił mu powrót do kraju, pozostał w Colchester, z którym związał resztę swojego życia. Był profesorem i wykładowcą teorii politycznej na Uniwersytecie Essex w latach 1973–2008 (od 2003 roku jako emerytowany profesor), gdzie powstała wokół niego odrębna szkoły analizy dyskursu. Był to początkowo podyplomowy program „analiza ideologii i dyskursu”, z czasem zaczął przyciągając studentów z całego świata, studiujących w jaki sposób psychoanaliza Lacana, poststrukturalistyczne prace Foucaulta, Derridy, Barthesa oraz konceptualizacja hegemonii Gramsciego pomagającą analizować dyskurs polityczny. Szkoła Laclau odegrała decydującą rolę w stworzeniu reputacji Uniwersytetu Essex jako radykalnej instytucji. Absolwenci, którzy utożsamiają się z tradycją „Red Essex”, mieli przykład w Laclau  „organicznego intelektualisty” zaangażowanego w politykę socjalistyczną. Obecnie szkoła analizy dyskursu Laclau jest kontynuowana jako Centrum Analiz Ideologii i Dyskursu przy naukach politycznych University of Essex (Department of Government).
Najbardziej znaną pracą Ernesto Laclau'a jest napisana wspólnie z Chantal Mouffe „Hegemonia i strategia socjalistyczna” z 1985 roku. Książka ta rozwija stworzoną przez Antonia Gramsciego teorię hegemonii, kontynuując ją w duchu poststrukturalistycznym jako teorię dyskursu. Autorzy krytykują marksistowski determinizm ekonomiczny, wskazując na autonomiczne znaczenie wymiaru politycznego. Argumentują, że walka klasowa jest tylko jedną z wielu form społecznych antagonizmów, a celem lewicy nie powinna być budowa socjalizmu, lecz przekształcenie liberalnej demokracji w demokrację radykalną. Proponują oparcie strategii lewicowej na „demokratycznej praktyce hegemonii”, w której postulaty różnych ruchów społecznych nie są już podporządkowane jednemu wspólnemu celowi, lecz są traktowane równoważne.
Prowadził również badania nad populizmem, dowodząc, że wymiar populistyczny istnieje w każdej polityce, która odnosi się do potrzeb ludzi (On Populist Reason, 2005). Populizm zdaniem Laclau nie jest wyrazem roszczeń politycznych „masy”, ale konsekwencją procesu różnicowania się i transformacji partykularnych, niezaspokojonych roszczeń (demands) zróżnicowanych grup „plebsu” we wspólną artykulację polityczną. Powoduje go „łańcuch ekwiwalencji”, dyskursywny mechanizm znajdowania wspólnego pojęcia, wokół którego lokuje się energia często sprzecznych, partykularnych roszczeń. Laclau odwołuje się do lingwistyki, zwłaszcza do prac de Saussure’a, pokazując kluczową rolę języka i dyskursu w populistycznej artykulacji i zamiany plebsu w „peuple”, lud.
W późniejszych pracach Laclau rozwijał pojęcie emancypacji.
W ostatnich latach życia Laclau często pisywał dla argentyńskiego lewicowego dziennika Página 12, był również gospodarzem programu publicystycznego w argentyńskiej telewizji, seria wywiadów nosiła tytuł „Diálogos con Laclau”. Media przypisywały mu wpływ na politykę Argentyny czasów prezydenta Néstora Kirchnera i jego żony prezydentki Cristina Fernández de Kirchner.

## Polskie przekłady
- (z Chantal Mouffe) Hegemonia i strategia socjalistyczna, przeł. Sławomir Królak, Wrocław 2007, Wydawnictwo Naukowe Dolnośląskiej Szkoły Wyższej, seria Biblioteka Współczesnej Myśli Społecznej, ISBN 978-83-89518-57-6 (Hegemonía y estrategia socialista 1985)
- Emancypacje, Wrocław 2004, Wydawnictwo Naukowe Dolnośląskiej Szkoły Wyższej, seria Biblioteka Współczesnej Myśli Społecznej, ISBN 83-89518-10-4 (Emancipación y diferencia 1996)
- Rozum populistyczny, przeł. zespół pod kierownictwem Tomasza Szkudlarka, Wrocław 2009, Wydawnictwo Naukowe Dolnośląskiej Szkoły Wyższej, seria Biblioteka Współczesnej Myśli Społecznej, ISBN 978-83-89518-84-2 (La Razón Populista 2005)
- Dyskurs, hasło [w:] R. Goodin i P. Pettit (red.), Przewodnik po współczesnej filozofii politycznej, Warszawa 1998, ISBN 83-05-12967-5
- (z Judith Butler i Slavojem Żiżekiem) Przygodność, Hegemonia, Uniwersalność, Warszawa, 2014, ISBN 978-83-646-8209-4

## Życie prywatne
Był synem prawnika i dyplomaty, również Ernesto Laclau'a i Marii Eleny Gastelou. Jego żoną była Chantal Mouffe, poznali się w kampusie w Colchester, pobrali w 1975 roku. Zmarł na atak serca w Sevilli gdzie miał wykładać. Miał troje dzieci: Santiago, Soledad i Natalię. W 2005 roku wraz z żoną odwiedzili Polskę biorąc udział w debacie w Pałacu Staszica.